# 尾崎豊が教えてくれたこと
『尾崎豊が教えてくれたこと』(おざきゆたかがおしえてくれたこと)は、尾崎豊のカバー・アルバム。 ドラマやドキュメンタリーなどの音楽を制作するインストゥルメンタルユニットのInfinixがプロデュースした。 アーティスト名はInfinix ＆ Voices。

## 概要
「昭和天皇87年のご生涯」や「NHKスペシャル」、「TBSドラマ里見八犬伝」などの音楽制作を行っているInfinixが、女性クラブシンガーを迎え Infinix & Voicesとして制作したアルバム。『尾崎豊が教えてくれたこと〜YUTAKA OZAKI BALLAD COVERS〜』が正式タイトル名。映像音楽などの制作を行うInfinixがプロデュースした異色作品。

## 解説
- マザーエンタープライズ、アイソトープをはじめ、尾崎豊の家族や関係者などから了承を得られるはずはないと言われていた企画であった[1][9]。
- 配信は米国、香港など海外で多くダウンロードされている[8]。
- Infinixのメンバー以外に、SMAPやSKE48などに楽曲提供している田村信二などのPops系ミュージシャンも参加している[1]。
- ハーモニカは、ワールド・ハーモニカ・チャンピオンシップスで優勝経験のあるMatsumonicaが演奏している[9][10]。
- 原曲のコード進行を尊重して制作されているため、伴奏に関して、編曲（Arrangement）という言葉はつかわず、演奏(Perform)という言葉を使っている[1][9]。
- 「街の風景」では、カラオケで歌録りをした後、アメージンググレイスのピアノソロを録音し、カラオケをアメージンググレイスのピアノに差し替えた。音楽的にはアメージンググレイスのピアノで歌を歌っていることになる。歌と伴奏が合っていない箇所があるが、「そこに意味はない」とのコメントとともに、そのまま発表された[1][9]。
- 「僕が僕であるために」では、音域が広いためサビなどで声が裏返ったが、「それもファンキーだ」ということで、そのまま発表された[1][9]。
- 「十七歳の地図」では、サビでヴォーカルの音量をいきなり切った。その際、ヴォーカリストの「アレ？」という声が収録された。そのテイクを採用したところ、レコード会社スタッフに却下された。[1][9]。
- 「太陽の瞳」「街路樹」「十七歳の地図」のギターソロは羽目をはずした派手な演奏が目立っている。 ヴォーカリストに、「歌より目立っている」と言われたが、 「何が良いのかは決まっていない」と意見を通して発表に至った[1]。
- 「シェリー」では、 「静かにうったえる感じ。シャウトするところは声を張ってお願いします」とヴォーカリストに指示を出したが、 「そんなことをしたら、声がつぶれてしまう」とNGがでた。 ミックスダウン時に、ヴォーカルの音量をピークオーバーさせるなどし、メッセージ色の強いヴォーカルテイクに加工されたが、この編集に対してヴォーカリストより「レベルオーバーしているので、確認お願いします」とクレームがきた[1][9]。
- 「FORGET-ME-NOT」では、ヴォーカリストに「この辺りはささやくように、この部分は泣いて歌って下さい」と注文を出したが、 ヴォーカリストから「泣けない」との答えが返ってきた。「では、逆に笑いながら歌ったらどうだろう。もしくは私が泣いてみましょうか？」と場を和ませるコメントをしたところ、 ヴォーカリストに拒否された[1][9]。
- 「ダンスホール」では、セリフ調に聴こえるよう意図的にヴォーカルの音程を編集したところ、ヴォーカリストから「歌ったメロディーと違う」と抗議をうけた[1][9]。
- I LOVE YOU、街路樹、FORGET-ME-NOT、ダンスホール、太陽の瞳、シェリー等の音源が、YouTubeにおいて1コーラスのみ公開されている[9]。

## 収録曲
出典:
1. I LOVE YOU
2. 街路樹
3. 十七歳の地図
4. FORGET-ME-NOT
5. 優しい陽射し
6. OH MY LITTLE GIRL
7. 街の風景
8. 僕が僕であるために
9. ダンスホール
10. 太陽の瞳
11. シェリー
12. きっと忘れない

## クレジット
出典:
- Music：Yutaka Ozaki
- Produce,Perform：Infinix
- Vocal：Onihei handkerchief 2
- Piano,Keyboard：1.2.4.5.6.9 C,Kuroki /8.11 Y.Abe /1.5.10.12 M,Sakamoto /12 S,Tamura /7 M.sasaki K.andou
- Guitar：1.2.3.4.6.10 M,Sakamoto /8.11 Y,Abe /12 S,Tamura
- Violin,Cello：2.4.5.9 H,Kudo M,Tomonou
- Harmonica：Matsumonica
- Chorus：Infinix T,Tanaka K,Suzuki M,Tomonou M.Utsumi O.Handkerchief2